# Astlique
Astlique (em armênio: Աստղիկ; romaniz.: Astłik) era a deusa armênia da fertilidade e do amor, e consorte de Vaagênio. No período pré-cristão posterior, se tornou a deusa do amor, da beleza virginal e das fontes e nascentes de água. Em decorrência de seus atributos, foi associada pelos gregos com Afrodite e pelos romanos com Vênus.

## Nome
O nome de Astlique é o diminutivo do armênio astł (աստղ), que significa "estrela". A palavra deriva do protoindo-europeu *h₂stḗr e é cognata do sânscrito stṛ́ (स्तृ), avéstica star (𐬯𐬙𐬀𐬭), pálavi star, persa novo setār, grego antigo astḗr (ἀστήρ), do latim stella.

## História
Dentro do panteão armênio, Astlique é a única deusa cujo nome possui uma clara origem linguística armênia. Como as deusas do panteão armênio Nane e Anaíte, encarna um dos aspectos da deusa-mãe. É tida como a personificação do planeta Vênus e as fontes a colocam como a deusa do amor e maternidade. Seus atributos possuem paralelos com as deusas Inana/Istar sumero-acadiana, Xausca hurrita e Astarte canaanita. No Período Helenístico, os gregos associaram-na com a deusa Afrodite.
Seu marido era Vaagênio e ambos compartilhavam um completo templário em Taraunitis, no local onde séculos depois, com a cristianização da Armênia, seria fundado o Mosteiro de São Precursor. Outro centro de culto conhecido dedicado a Astlique e Aramasde ficava no distrito de Anzevácia, na Vaspuracânia.